# Ardhachandra cristaspora
Ardhachandra cristaspora är en svampart som först beskrevs av Matsush., och fick sitt nu gällande namn av Subram. & Sudha 1978. Ardhachandra cristaspora ingår i släktet Ardhachandra, divisionen sporsäcksvampar och riket svampar.   Inga underarter finns listade i Catalogue of Life.